# Stenus amicus
Stenus amicus är en skalbaggsart som beskrevs av Thomas Casey. Stenus amicus ingår i släktet Stenus och familjen kortvingar. Inga underarter finns listade i Catalogue of Life.